# Nikolaj Maksimovič Fomin
Nikolaj Maksimovič Fomin (in russo Николай Максимович Фомин? in ucraino Микола Максимович Фомін?, Mykola Maksymovyč Fomin; Donec'k, 21 maggio 1937) è un ingegnere sovietico di origini ucraine.
Fu uno dei responsabili del disastro di Černobyl' del 26 aprile 1986.

## Biografia
Nikolaj Maksimovič Fomin nacque nella città di Donec'k il 21 maggio 1937. Dopo aver lavorato come elettricista, nel 1972 si trasferì nella centrale nucleare di Černobyl', dove assunse il ruolo di capo dell'unità elettrica. Nel 1982 venne nominato ingegnere capo e nel 1985 iniziò ad avere problemi fisici a causa di un incidente con la sua auto che gli provocò danni al coccige.
La mattina del 26 aprile 1986 Nikolaj Fomin venne svegliato intorno alle 3:30 (UTC+4), mentre riposava nel suo appartamento di Pryp"jat', raggiunse il bunker sotto la centrale e prese parte all'incontro che si tenne in attesa di aggiornamenti. Alle ore 16:00 circa, presso la sede locale del PCUS, offrì il suo aiuto alla liquidazione fornendo informazioni scientifiche, ma restando segnato dall'evento mentalmente, tentò il suicidio a seguito del disastro, ritardando il suo procedimento giudiziario.
Nikolaj fu dichiarato colpevole quando ancora si trovava in convalescenza di "grave violazione delle norme di sicurezza, creando condizioni che hanno portato a un'esplosione", e dopo il processo, ritentò il suicidio.
Fomin fu condannato a 10 anni in un campo di lavoro. Trascorse il suo 50º compleanno in prigione. Nel 1988, dopo due anni di detenzione, sviluppò psicosi reattive (un cambiamento patologico e temporaneo nella percezione della realtà e nei modi di interagire con l'ambiente) a seguito di un esaurimento nervoso, causato dalla condanna. In cella ruppe volontariamente gli occhiali e cercò di aprirsi le vene del braccio. Vista la sua salute mentale fu rilasciato e mandato all'ospedale neuropsichiatrico di Rybinsk per detenuti. Su insistenza dei suoi parenti, fu trasferito in una clinica psichiatrica civile nell'oblast' di Tver'.
L'ex ingegnere oggi vive con la moglie, i figli e i nipoti nella città di Udomlja. Dopo aver scontato la pena tornò a lavorare presso la centrale nucleare di Kalinin. Cerca di non parlare degli eventi del 1986. Una delle sue dichiarazioni è stata ampiamente diffusa nei media:
(Nikolaj Maksimovič Fomin)

## Nei media
Nikolaj fu interpretato dall'attore Adrian Rawlins nella miniserie della HBO del 2019 Chernobyl.